# Padilla lancearia
Padilla lancearia är en spindelart som beskrevs av Simon 1900. Padilla lancearia ingår i släktet Padilla och familjen hoppspindlar. Inga underarter finns listade i Catalogue of Life.